# Mösting (cráter)

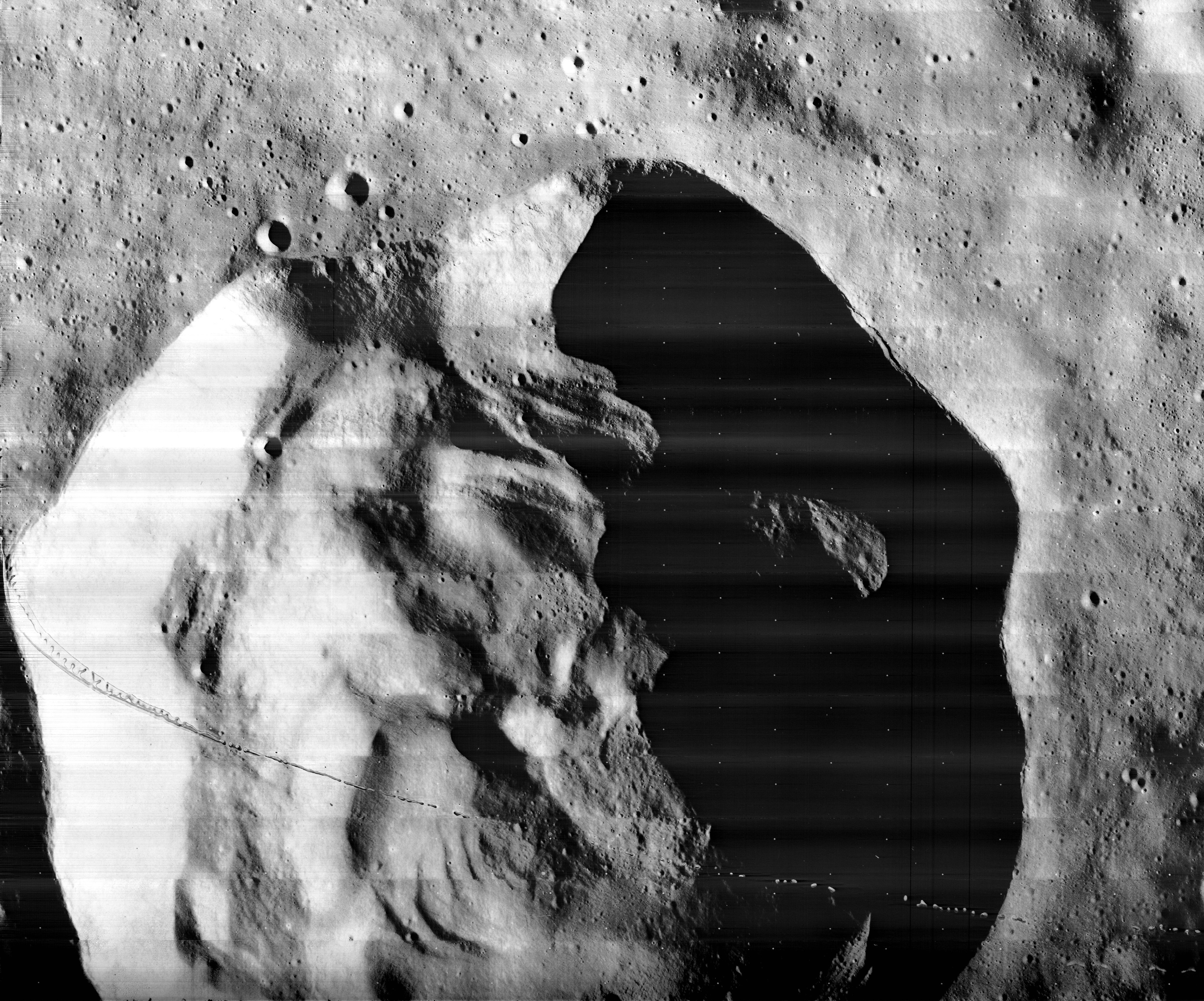
Detalle de Mösting desde el Lunar Orbiter 3

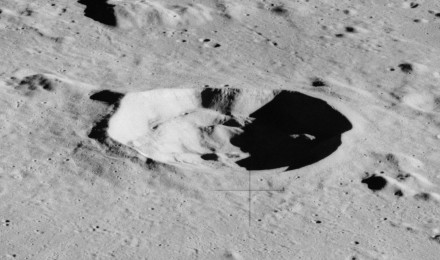
Fotografía de la misión Apolo 16

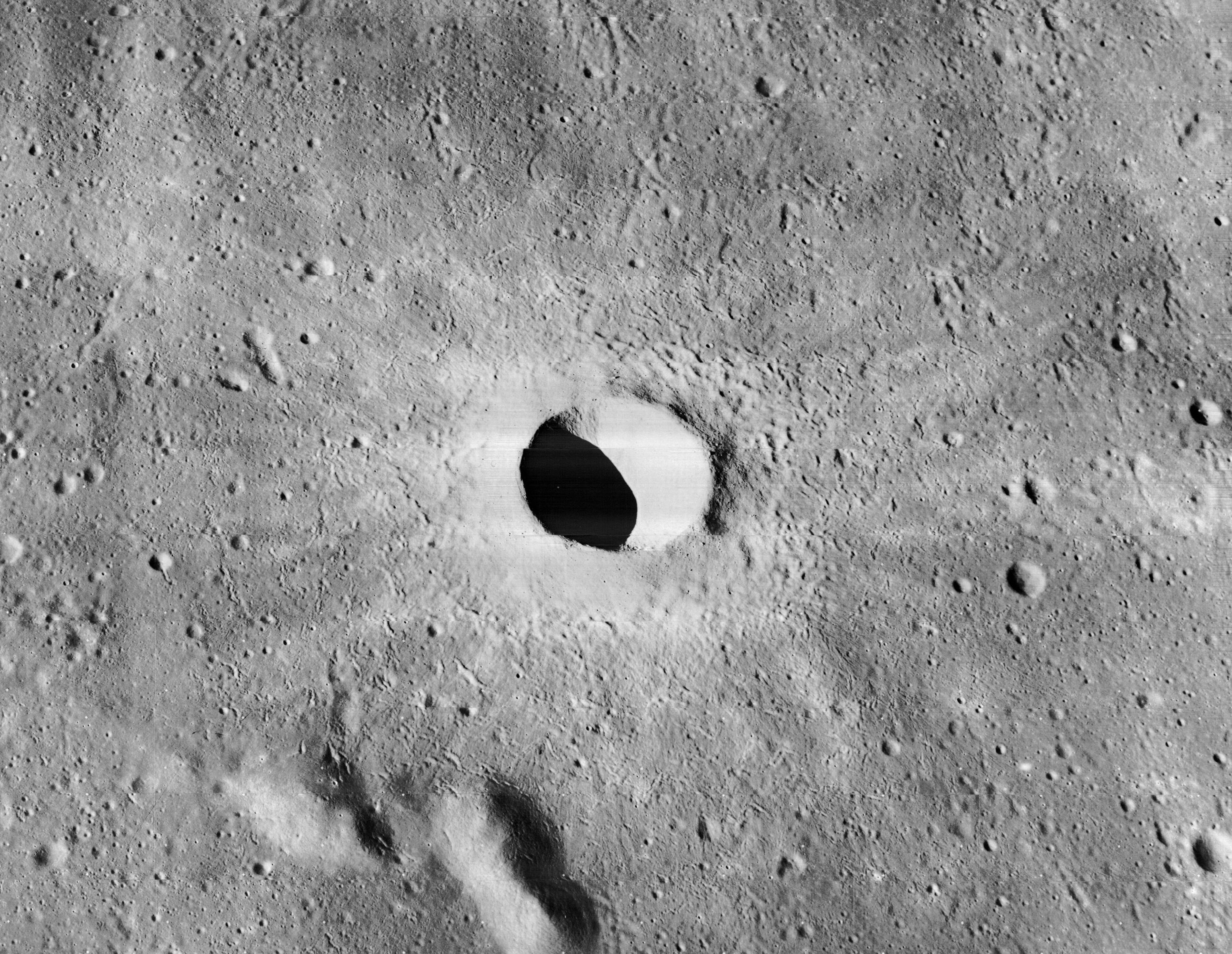
El cráter radiado Mösting C desde el Lunar Orbiter 3

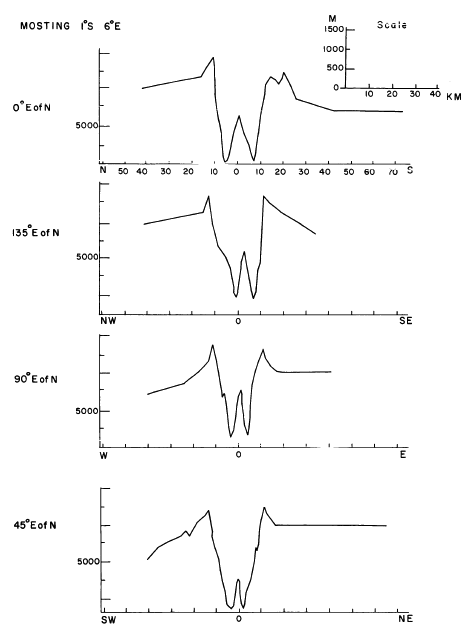
Perfiles transversales de Mösting.

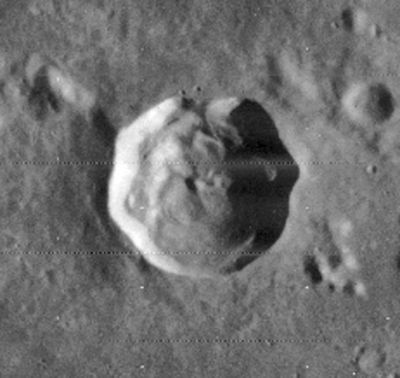
Otra fotografía de la misión Lunar Orbiter 4

Mösting es un pequeño cráter de impacto lunar localizado al sureste del borde del Mare Insularum. El dañado cráter Sömmering se encuentra al noroeste. Al sureste se localiza el gran cráter Flammarion. Mösting tiene una pared interior aterrazada, con una colina central.
|  |

Al Sur-sureste se halla un cráter satélite con forma de tazón denominado Mösting A. Este pequeño cráter es fundamental en el sistema de coordenadas selenográficas, ya que es el punto fundamental desde el cual se miden las otras posiciones. Sin embargo, su posición no es el doble cero, sino que ha sido definida como
| Latitud:  | 3° 12' 43.2" |
| Longitud: | 5° 12' 39.6" |
Posteriormente, el sistema de coordenadas se definió aún más precisamente con el Laser Ranging Retro-Reflector.

## Cráteres satélite
Por convención estos elementos son identificados en los mapas lunares poniendo la letra en el lado del punto medio del cráter que está más cercano a Mösting.
|         | \| Mösting \| Coordenadas \| Diámetro \| \| ------- \| -------------------------- \| -------- \| \| A \| 3°12′S 5°12′O / -3.2, -5.2 \| 13 km \| \| B \| 2°42′S 7°24′O / -2.7, -7.4 \| 7 km \| \| C \| 1°48′S 8°00′O / -1.8, -8.0 \| 4 km \| \| D \| 0°18′S 5°06′O / -0.3, -5.1 \| 7 km \| \| E \| 0°18′N 4°36′O / 0.3, -4.6 \| 44 km \| \| K \| 0°42′S 7°24′O / -0.7, -7.4 \| 3 km \| \| L \| 0°36′S 3°24′O / -0.6, -3.4 \| 3 km \| \| M \| 1°18′S 4°18′O / -1.3, -4.3 \| 31 km \| \| U \| 3°12′S 6°36′O / -3.2, -6.6 \| 18 km \| |          |
| Mösting | Coordenadas | Diámetro |
| A       | 3°12′S 5°12′O / -3.2, -5.2 | 13 km    |
| B       | 2°42′S 7°24′O / -2.7, -7.4 | 7 km     |
| C       | 1°48′S 8°00′O / -1.8, -8.0 | 4 km     |
| D       | 0°18′S 5°06′O / -0.3, -5.1 | 7 km     |
| E       | 0°18′N 4°36′O / 0.3, -4.6 | 44 km    |
| K       | 0°42′S 7°24′O / -0.7, -7.4 | 3 km     |
| L       | 0°36′S 3°24′O / -0.6, -3.4 | 3 km     |
| M       | 1°18′S 4°18′O / -1.3, -4.3 | 31 km    |
| U       | 3°12′S 6°36′O / -3.2, -6.6 | 18 km    |

## Imágenes
- Lunar Orbiter 4108 h3
- Orbitador Lunar 4109 h3
- Apollo 16 Imagen AS16-M-0845